# Хайденрайхштайн
Хайденрайхштайн (нем. Heidenreichstein) — город в Австрии, в федеральной земле Нижняя Австрия.
Входит в состав округа Гмюнд. Население составляет 4314 человек (на 31 декабря 2005 года). Занимает площадь 58,41 км². Официальный код — 30916.

## Политическая ситуация
Бургомистр коммуны — Йохан Пихлер (СДПА) по результатам выборов 2005 года.
Совет представителей коммуны (нем. Gemeinderat) состоит из 25 мест.
- СДПА занимает 14 мест.
- АНП занимает 9 мест.
- АПС занимает 1 место.
- Зелёные занимают 1 место.